# This War Is Ours
This War Is Ours é o segundo álbum de estúdio da banda de americana de rock Escape the Fate. Foi produzido por John Feldmann, e lançado em 21 de Outubro de 2008 pela Epitaph Records. É o primeiro álbum da banda que inclui o vocalista Craig Mabbitt nos vocais.
O álbum estreou em número 35 na Billboard 200, vendendo 13.000 de cópias na primeira semana.

## Promoção
A partir de 02 de Setembro de 2008, os fãs do Escape the Fate foram para uma página especial no Buzznet para ajudar a destravar "a primeira faixa" do This War Is Ours. Uma vez que a página teve 50.000 espectadores, ao mesmo tempo, a nova música foi então liberada para abrir e baixar gratuitamente. Para que a "visualização da página" de um usuário ser considerada uma contribuição para o contador, a página teve de permanecer aberta e ativa. Outros sites podem ser utilizados através de diferentes abas ou janelas novas, enquanto a página do Buzznet ficou aberta. Porque esta era uma tarefa difícil, os fãs foram convidados a  "divulgar a todos para abrirem a página" na tentativa de atingir 50.000 pontos de vista o mais rápido possível. Cerca de 30 horas após o início do projeto, a nova música intitulada "The Flood" foi desbloqueada e estava também disponível para download gratuito para qualquer um (se eles participaram ou não).
Em 01 de Outubro de 2008, a banda lançou "This War Is Ours (The Guillotine II)" para download.
Cópias do álbum foram disponibilizadas para comprar em sua turnê com Silverstein e Chiodos, mesmo antes da data de lançamento do álbum oficial.
O vídeo oficial de "Something" foi lançado na MTV em 12 de Janeiro de 2009.
O vídeo do terceiro single do álbum "10 Miles Wide", foi lançado em 09 de Junho de 2009.
"This War Is Ours (The Guillotine II)" é o quarto single do álbum. O vídeo foi filmado em Santa Ana, Califorina em 9 de Janeiro de 2010. O vídeo foi lançado junto com a edição de luxo do álbum em 27 de Abril de 2010.

## Estilo musical
O baixista Max Green comentou sobre o álbum:

As pessoas vão ser sopradas para longe e definitivamente irão ficar surpresas quando ouvirem as vozes de Craig misturado com o som diversificado do Escape the Fate. Esta é a nova geração do rock. [...] Nós já passamos por um monte de merda neste último ano, e levamos tudo o que a raiva, a frustração e a tristeza e colocamos tudo em um álbum de rock com refrões enormes, em seu rosto riffs e melodias, e o som da bateria que irá dar a seus parentes um ataque cardíaco.
—Max Green, 

.
O álbum apresenta uma sonoridade mais rápida em comparação com seu antecessor, possui uma instrumentação mais pesada e com um estilo hard rock. O álbum foi citado por ter um som que varia a cada faixa, desde o emo em "Ashley" e "Something" até a sonoridade hard rock e fortes influências de heavy metal na faixa "This War Is Ours (The Guillotine II)", com andamentos pesados e rápidos solos de guitarra.

## Edição de luxo especial
Em uma entrevista com Max e Craig, eles afirmaram que relançariam This War Is Ours, com um disco bônus com características muito diferentes do disco original.
O CD inclui duas novas músicas, "Bad Blood" e "Behind the Mask", uma versão acústica de "Harder Than You Know", e um remix, chamado "This War Is Mine" feita pelo Shawn Crahan do Slipknot. Ele também vem com um DVD que apresenta os vídeos das músicas "The Flood", "Something", "10 Miles Wide", e "This War Is Ours (The Guillotine II)". Ele também vem com um documentário de turnê mundial e uma atrás da música característica. A edição de luxo foi lançada em 27 de Abril de 2010.
Há um erro de digitação no folheto de inserção para "This War Is Ours (The Guillotine II)", as letras de "10 Miles Wide" são listados. No entanto, "10 Miles Wide" tem as letras corretas impressas.
O video de "10 Miles Wide" no DVD, toda vez que um palavrão é dito a palavra é censurada. No entanto, o vídeo oficial de "10 Miles Wide" no YouTube no canal da Epitaph Records os palavrões não são censurados. Behind the Music e do European Tour (apresentado no DVD) também não censuraram palavrões.

## Recepção
| Críticas profissionais | Críticas profissionais |
| Avaliações da crítica  | Avaliações da crítica  |
| Fonte                  | Avaliação              |
| ---------------------- | ---------------------- |
| Kerrang!               | 3 de 5 estrelas.       |
| SAW Entertainment      | (Deluxo)               |

## Faixas
Todas as músicas escritas e compostas por Escape the Fate.
| N.º            | Título                                        | Duração |  |
| 1.             | "We Won't Back Down"                          | 3:30    |  |
| 2.             | "On to the Next One"                          | 3:38    |  |
| 3.             | "Ashley"                                      | 3:33    |  |
| 4.             | "Something"                                   | 3:29    |  |
| 5.             | "The Flood"                                   | 2:47    |  |
| 6.             | "Let It Go"                                   | 4:26    |  |
| 7.             | "You Are So Beautiful"                        | 2:47    |  |
| 8.             | "This War Is Ours (The Guillotine II)"        | 4:20    |  |
| 9.             | "10 Miles Wide" (Com Josh Todd do Buckcherry) | 4:57    |  |
| 10.            | "Harder Than You Know"                        | 3:08    |  |
| 11.            | "It's Just Me"                                | 3:27    |  |
| Duração total: | Duração total:                                | 38:02   |  |

| Edição de luxo |                                                    |         |  |
| N.º            | Título                                             | Duração |  |
| 12.            | "Bad Blood"                                        | 4:17    |  |
| 13.            | "Behind the Mask"                                  | 3:15    |  |
| 14.            | "Harder Than You Know" (Versão acústica)           | 4:19    |  |
| 15.            | "This War Is Mine" (Remix do Shawn "Clown" Crahan) | 5:42    |  |

| Edição de luxo bônus DVD |                                            |         |  |
| N.º                      | Título                                     | Duração |  |
| 1.                       | "The Flood" (Vídeo da música)              | 3:49    |  |
| 2.                       | "Something" (Vídeo da música)              | 3:40    |  |
| 3.                       | "10 Miles Wide" (Vídeo da música)          | 3:15    |  |
| 4.                       | "This War Is Ours" (Vídeo da música)       | 5:31    |  |
| 5.                       | "Escape the Fate Behind the Music" (Vídeo) | 15:11   |  |
| 6.                       | "European Tour Documentary" (Vídeo)        | 25:29   |  |

## Histórico de lançamento

### CD
| Região    | Data                  | Gravadora |
| --------- | --------------------- | --------- |
| Nas lojas | 21 de outubro de 2008 | Epitaph   |

### Edição de luxo especial
| Região                | Data                | Gravadora |
| --------------------- | ------------------- | --------- |
| Via pré-encomenda EUA | 23 de abril de 2010 | Epitaph   |
| Via pré-encomenda     | 24 de abril de 2010 | Epitaph   |
| Nas lojas             | 27 de abril de 2010 | Epitaph   |

## Posições nas paradas
| Parada (2008)                | Posição maxíma |
| ---------------------------- | -------------- |
| US Billboard 200             | 35             |
| US Top Rock Albums           | 12             |
| US Top Digital Albums        | 35             |
| US Top Independent Albums    | 2              |
| US Top Catalog Albums (2010) | 34             |
| US Top Alternative Albums    | 8              |

## Créditos
This War Is Ours foi listado no Allmusic.
| Banda - Craig Mabbitt – vocal - Bryan Monte Money – guitarra principal, guitarra base, guitarra acústica, teclados, vocal - Max Green – baixo, vocal - Robert Ortiz – bateria, percussão, vocal Produção - John Feldmann – produção, engenheiro, mixagem - Brett Allen – diretor créditos - Matt Appleton – engenheiro - Casey Howard – direção de arte, ilustrações - Kyle Moorman – engenheiro - David Neely – diretor créditos - John Nicholson – bateria técnica - Joey Simmrin – administração - Adam Topol – diretor créditos | Músicos adicionais - Josh Todd – vocal na música "10 Miles Wide", vocal de apoio na "Harder Than You Know", compositor - Shawn "Clown" Crahan – remixagem em "This War Is Mine" - Matt Appleton – teclados, sintetizadores, horn, ukelele, churango, vocal - John Feldmann – teclados, percussão, programação, compositor, vocal - Kyle Moorman – kalimba, vocal - Jess Neilson – flute - Julian Feldmann – vocal - Benji Madden – vocal |